# Франсуа Бозізе
Франсуа́ Бозізе́ Янгувонда́ (фр. François Bozizé Yangouvonda; нар. 14 жовтня 1946 року, Муїла, Габон) — центральноафриканський державний, політичний і військовий діяч; міністр оборони (1979—1981) та інформації та культури ЦАР (1981—1982), президент Центральноафриканської Республіки (у 2003—2013 р.р.). Прийшов до влади в результаті військового перевороту, під час якого було повалено президента Анж-Фелікса Патассе. Після дворічного «перехідного періоду» Бозізе в 2005 році виграв президентські вибори.

## Біографія

### Військова і політична кар'єра
Франсуа Бозізе народився 14 жовтня 1946 року в Муїла на території Габона. За етнічною належністю — гбайя. Поступив на військову службу. У 1975 році він отримав звання капітана, а у 1978 році імператор Жан-Бедель Бокасса призвів його в бригадні генерали. Після повалення у наступному році диктаторського режиму Бокасса в країні до влади прийшов Давид Дако, який призначив Бозізе міністром оборони. Під час правління Андре Колінгби генерал Бозізе у 1981—1982 роках був міністром інформації і культури ЦАР, але пізніше Колінгба звинуватив його в підготовці державного перевороту і в липні 1989 року він був заарештований в Котону (Республіка Бенін). Був поміщений у в'язницю і зазнав тортури, але у грудні 1991 року суд в Бангі виправдав його.
22 серпня 1993 року Франсуа Бозізе висунув свою кандидатуру на президентських виборах, але програв у першому ж турі, набравши 1,5 % голосів. Тоді Президентом ЦАР став Анж-Фелікс Патассе.
Довгі роки Бозізе вважався прихильником Патассе, допомагаючи йому придушувати армійські заколоти у 1996 і 1997 роках. Саме за ці заслуги, Бозізе і був призначений главою Генштабу збройних сил Центральноафриканської Республіки.

### Бунтівник
28 травня 2001 року відбулась невдала спроба державного перевороту проти президента Патассе. 26 жовтня генерала Бозізе було відсторонено з посади начальника генштабу армії за звинуваченням в причетності до спроби перевороту. 3 листопада влада спробувала його заарештувати, але Бозізе чинив опір, в результаті чого спалахнули бойові зіткнення. Під час п'яти днів боїв генерал зі своїми по прихильниками залишив свою базу на півночі Бангі і відступив до кордону Чаду. У тому ж місяці Патассе позбавив його генеральського звання.
25 жовтня 2002 року війська Бозізе зробили спробу повалити Патассе. У Бангі зав'язалися бої із застосуванням артилерії — спочатку у південно-західній частині міста, в районі аеропорту, а потім на півночі; бій також йшов біля президентського палацу. У битві з бунтівниками, крім урядових військ, брали участь лівійські солдати і 1000 бійців, спрямованих на допомогу президенту командувачем Визвольного Руху Конго Жаном-П'єром Бемба. В ході шестиденних боїв в столиці заколотники були розбиті. Але, вибивши їх зі столиці, союзники почали грабувати Бангі і творити насильство по відношенню до її жителів, що послужило приводом для звинувачення президента Патассе в зловживанні владою і зраді батьківщині.
У лютому 2003 року конголезці на чолі з Жаном-П'єром Бембі відтіснили війська Бозізе майже до самого кордону з Чадом.

### Президент
15 березня 2003 року прибічники Бозізе за підтримки артилерії увійшли в столицю країни. Вони зайняли аеропорт і резиденцію глави держави, потім — телебачення і радіо. Президент Патассе в цей момент знаходився у сусідньому Нігері на саміті організації Країн Зони Сахеля. Франсуа Бозізе заявив, що «повалення колишнього режиму дозволяє створити умови для проведення реальних демократичних перетворень».
Внаслідок перевороту почалася громадянська війна, в країну знову були введені війська ООН.
5 грудня 2004 року в країні відбувся референдум, за підсумками якого була прийнята нова конституція, що встановила змішану республіку.
У другому турі президентських виборів, що пройшли 8 травня 2005 року, перемогу здобув Франсуа Бозізе, який набрав 64,60 % голосів.
На початку березня 2004 року Центральноафриканська Республіка знову потрапила на перші шпальта світових газет, після того, як стало відомо, що Бозізе вирішив надати притулок поваленому гаїтянському президенту Жану-Бертрану Арістіду. Проте Арістід надовго в ЦАР не затримався.
У 2007 році громадянська війна завершилася угодою з повстанцями.
1 грудня 2010 року Франсуа Бозізе підписав Указ про повну реабілітацію колишнього диктатора Жан-Бедель Бокасса, відповідно до якого повалений імператор був «відновлений в усіх правах». Бозізе назвав Бокассу «великим гуманістом» і «сином нації, визнаним усіма як великого будівничого» і підкреслив «Я хочу говорити про Бокасса. Він побудував країну, а ми зруйнували все, що він побудував».
На президентських виборах, які відбулися 23 січня 2011 року, Бозізе був переобраний, набравши 64,37 % голосів.

## Повалення
У грудні 2012 році повстанці звинуватили Голову Уряду в недотриманні умов мирних угод, підписаних у 2007 році і захопили багато великих міст в центральній і східній частинах країни. 11 січня 2013 року в столиці Габону, місті Лібревіль було підписано угоду про припинення вогню. Повстанці відмовилися від вимоги відставки президента ЦАР Франсуа Бозізе, в свою чергу він до 18 січня він повинен був призначити представника опозиції на посаду прем'єр -міністра країни. 17 січня прем'єр-міністра Фостен-Аршанжа Туадера змінив Ніколас Тьянгайе — кандидат, названий опозицією.
24 березня 2013 року бойовики повстанської коаліції «Селека» захопили президентський палац в Бангі. Бозізе втік із захопленої столиці в Камерун, де йому надали політичний притулок
Лідер повстанців Мішель Джотодіа проголосив себе президентом, пообіцявши незабаром організувати вибори
10 серпня 2015 року партія Ква Ква На оголосила, що Бозізе повернеться в країну і буде змагатися за посаду президента на президентських виборах в жовтні 2015 року 8 грудня 2015 року Конституційний суд оприлюднив список затверджених кандидатів в президенти. Бозізе, який був ще в вигнанні, був позбавлений права балотуватися